# Puccinellia feekesiana
Puccinellia feekesiana är en gräsart som beskrevs av Pieter Jansen och Willem Hendrik Wachter. Puccinellia feekesiana ingår i släktet saltgrässläktet, och familjen gräs. Inga underarter finns listade i Catalogue of Life.